# Nederlandse kampioenschappen schaatsen afstanden 1991 - 500 meter vrouwen
De 500 meter vrouwen op de Nederlandse kampioenschappen schaatsen afstanden 1991 werd in maart 1991 in ijsstadion Thialf te Heerenveen verreden, waarbij negentien deelneemsters startten.
Titelverdedigster was Christine Aaftink die de titel pakte tijdens de NK afstanden 1990. 

## Uitslag
| #      | Schaatsster          | tijd    |
| ------ | -------------------- | ------- |
| Goud   | Christine Aaftink    | 0.41,25 |
| Zilver | Marieke Stam         | 0.41,52 |
| Brons  | Anita Loorbach       | 0.41,77 |
| 4      | Herma Meijer         | 0.41,89 |
| 5      | Renske Vellinga      | 0.43,00 |
| 6      | Wendy van der Poel   | 0.43,12 |
| 7      | Marga Preuter        | 0.43,38 |
| 8      | Sandra Voetelink     | 0.43,39 |
| 9      | Tineke Hulzebosch    | 0.43,48 |
| 10     | Marion van Zuilen    | 0.43,49 |
| 11     | Alida Pasveer        | 0.43,71 |
| 12     | Janny Zonderland     | 0.43,87 |
| 13     | Andrea Nuyt          | 0.44,06 |
| 14     | Annamarie Thomas     | 0.44,12 |
| 15     | Manuela Ossendrijver | 0.44,17 |
| 16     | Linda Nat            | 0.44,20 |
| 17     | Jolanda Grimbergen   | 0.44,28 |
| 18     | Lia van Schie        | 0.44,46 |
| 19     | Sandra Zwolle        | 0.44,67 |

Uitslag op
1987 · 
1988 · 
1989 · 
1990 · 
1991 · 
1992 · 
1993 · 
1994 · 
1995 · 
1996 · 
1997 · 
1998 · 
1999 · 
2000 · 
2001 · 
2002 · 
2003 · 
2004 · 
2005 · 
2006 · 
2007 · 
2008 · 
2009 · 
2010 · 
2011 · 
2012 · 
2013 · 
2014 · 
2015 · 
2016 · 
2017 · 
2018 · 
2019 · 
2020 · 
2021 · 
2022 · 
2023 · 
2024 · 
2025